# Que sea ley
Que sea ley es una película documental coproducción de Argentina, Francia y Uruguay filmada en colores dirigida por Juan Diego Solanas sobre su propio guion que se estrenó el 3 de octubre de 2019.

## Sinopsis
Documental que además de recoger las discusiones previas, las masivas movilizaciones callejeras y los debates parlamentarios motivados por el proyecto de legalización del aborto discutido en Argentina en 2018, contiene historias de vidas marcadas por las trágicas consecuencias del aborto clandestino y opiniones de religiosos, abogadas, médicas y referentes feministas y algunos pocos minutos dedicados a quienes se oponen a la misma; con una estructura clásica, presenta los testimonios con las tradicionales cabezas parlantes e información de manera directa con las no menos usuales placas y textos sobreimpresos.

## Entrevistados
Participaron del filme los siguientes entrevistados:
- Dora Barrancos
- Mayra Mendoza
- Juan Suárez
- Eduardo de la Serna
- Teresita Villavicencio
- Cecilia Ousset
- Elsi San Martín
- Marta Alanis
- Claudia Piñeiro
- Alika Keenan
- María I. Pilatti
- Mario Sebastiani
- Mónica Macha
- Karina Banfi
- María Victoria Donda
- Muriel Santa Ana
- Mariana Carbajal

## Comentarios
Juan Pablo Cinelli en Página 12  opinó:

”La decisión de Solanas parece surgir de una voluntad más política que cinematográfica y más didáctica que narrativa...Que sea ley no indaga de forma libre en el fenómeno social que produjo el debate por la legalización del aborto, sino que lo hace con una posición tomada ya desde el título. Por eso su mayor potencia no reside en las voces de los referentes del movimiento… si no de las de quienes fueron víctimas de la situación legal en vigencia. Son sus palabras las que revelan la tragedia humana, ese sufrimiento en carne propia que permitirá eventualmente el milagro de la empatía. Son esas voces, junto a los registros vivos de distintas expresiones de esta lucha colectiva, las que en definitiva consiguen hacer de Que sea ley una experiencia documental potente y válida.  ”

Diego Batlle en  La Nación escribió:

”…no se trata de un informe periodístico que le otorga el mismo espacio a dos posturas antagónicas, sino una película con posición tomada y recursos del documental político conocido como agitprop con frases, datos y cifras en tipografía gigantesca que cubren toda la pantalla.”.

## Premios y nominaciones
Academia de Artes y Ciencias Cinematográficas de la Argentina Premios 2019
- Que sea ley nominada al Premio al Mejor Documental.

Festival Internacional de Cine de Bergen 2019
- Juan Solanas nominado al Premio Checkpoints por Que sea ley.

Festival Internacional de Cine de Busan 2019
- Que sea ley ganadora del Premio Cinéfilo a la mejor película documental.

Festival de Cine de Cannes 2019
- Juan Solanas nominado al Premio Ojo de Oro por Que sea ley.

Festival Internacional de Cine de San Sebastián 2019
- Que sea ley ganadora del Premio Otra mirada, de Televisión Española.